# Hinterholz 8
A Hinterholz 8 egy 1998-as osztrák vígjáték, amelyet Harald Sicheritz rendezett, Roland Düringer főszereplésével, Roland Düringer Hinterholzacht című kabaréprogramja alapján. Műfaját tekintve tragikomédia.
Ausztriában a sok osztrák sztárt felvonultató film még mindig messze a leglátogatottabb hazai film 1982 óta. 1999-ben Romy-díjat kapott.

## Cselekmény
Krcalék - Herbert, a férj, Margit, a feleség, és 10 év körüli fiuk, Philipp - átlagos bécsi család, aki a nagyvárosban él, de a zaj, a tömeg és a parkolási helyzet miatt elvágyik onnan. Eredetileg új házat szeretnének építeni, de Herbert Krcalt két részeges kollégája, Meier és Forstinger, ráveszik, hogy vegyen helyette egy régi házat és újítsa fel.
Egy kirándulás során valóban találnak egy bájos régi házikót az erdőszélen, egy falu közelében. Nemsokára kiderül, hogy a helyi polgármesteré a ház, aki jól átveri a naiv és meggondolatlan Herbertet és túl drágán adja el neki a gyakorlatilag romos ingatlant.
A felújítás során számos probléma jelentkezik, végül egy kémény is összedől, amitől az épület végleg romhalmazzá változik. Mivel Krcalék meggondolatlan módon túl hamar kiköltöztek bérlakásukból, a nagyszülők hétvégi házikójába kénytelenek költözni, amely nem fűthető. Anyagi helyzetük is egyre nehezebb, pláne miután a bank is megtudta, hogy a romos ház értéktelen. Mikor Herbert születésnapján Meier és Forstinger részegen berontanak hozzájuk, a teljesen kikészült Margit bejelenti, hogy válni akar.
A nő Philippel együtt a szüleihez költözik, míg Herbert egy lakókocsiban honol a romos ház mellett. Bár karácsony este meglátogatják, nem kerül sor tartós kibékülésre a házasfelek között. Végül Herbert még azt is megtudja, hogy háza egy, a pestis idején ásott tömegsírra épült.

## Szereplők
- Roland Düringer: Herbert Krcal
- Nina Proll: Margit Krcal
- Rudolf Rohaczek: Philipp Krcal
- Wolfgang Böck: Andreas Meier
- Eva Billisich: Silvia Meier
- Reinhard Nowak: Sepp Forstinger
- Lukas Resetarits: Willi (Margit sógora, Margit tevére férje)
- Alfred Dorfer: Eberl
- Andrea Eckert: dr. Gerda Bleichenberg
- Herwig Seeböck: Kandler polgármester
- I Stangl: Ratzinger úr
- Maria Hofstätter: Ratzingerné
- Karl Ferdinand Kratzl: Kandler úr gondnoka és asszisztense
- Karl Markovics: erdész
- Peter Fröhlich: Workman
- Rudolf Buczolich: Margit apja
- Erika Mottl: Margit anyja
- Ellen Umlauf: Sedlacekné
- Walter Kordesch: épitész
- Andrea Händler: kozmetikus
- Alexander Lutz: Isak úr
- Gerald Votava: újságíró
- Hans W. Pemmer: Gendarm
- Marijan Hinteregger: Iso
- Nicole Fendesack: Margit tevére

## Fordítás
Ez a szócikk részben vagy egészben  a   Hinterholz 8 című német Wikipédia-szócikk ezen változatának fordításán alapul.  Az eredeti cikk szerkesztőit annak laptörténete sorolja fel. Ez a jelzés csupán a megfogalmazás eredetét és a szerzői jogokat jelzi, nem szolgál a cikkben szereplő információk forrásmegjelöléseként.